# Ludvík I. Veliký
Ludvík I. Uherský nebo také Ludvík I. Veliký z Anjou (5. březen 1326, Visegrád – 10. září 1382, Trnava) byl v letech 1342–1382 uherský a od roku 1370 také polský král.

## Uherský král
Na uherský trůn usedl Ludvík v roce 1342 a nástupnictví v Polsku mu zajistil jeho otec Karel I. o tři roky dříve smlouvou s polským králem Kazimírem III. Byl druhým uherským králem z rodu neapolských Anjouovců. Počátek jeho vlády byl ve znamení válek s Benátkami o Dalmácii a Dubrovník, které Ludvík získal v roce 1358. Po smrti svého bratra Ondřeje v roce 1345 se pokusil získat neapolskou korunu a v letech 1348–1350 vedl válku s tamní královnou Johanou I. Ve svém dopise z 15. ledna 1346 papeži Klementovi VI. Ludvík požadoval, aby ji papež sesadil z trůnu ve prospěch Karla Martela, jejího a Ondřejova malého syna. Nakonec Neapolsko sice dobyl, ale když vypukla morová epidemie, byl donucen ustoupit. Ludvík I. Veliký si dočasně podrobil také Valašsko, Bosnu, Srbsko a Bulharsko. Bojoval proti mongolské Zlaté hordě.
V roce 1366 Ludvíka v Pešti navštívil byzantský císař Jan V. Palaiologos a slíbil opětovné připojení východní církve k Římu, když křesťanská Evropa podpoří Byzanc proti Turkům. V následujícím roce Ludvík uzavřel v Pirně sedmileté spojenectví s císařem Karlem IV., které zahrnovalo vzájemnou podporu v Itálii. Svou starší dceru Marii přislíbil v roce 1372 Karlovu mladšímu synovi Zikmundovi.

## Personální unie s Polskem
Po smrti svého strýce Kazimíra III. se Ludvík stal v roce 1370 polským králem, čímž vznikla uhersko-polská personální unie. Na počest své korunovace podnikl křížovou výpravu proti Litevcům a dobyl Červenou Rus, kterou k nelibosti polské šlechty připojil k Uhersku. V roce 1374 zahájil Ludvík vojenskou výpravu proti Turkům a podařilo se mu zvítězit nad sultánem Muradem I. Přesto nedokázal znovu získat balkánská knížectví, která se v následujících letech od Uherska definitivně odtrhla.
V roce 1380 se Ludvík Uherský sešel ve Zvolenu s českým králem Václavem IV. Předmětem jednání bylo odstranění papežského schizmatu a společná politika vůči francouzskému dvoru.

## Uhersko evropskou velmocí
Za Ludvíkovy vlády dosáhlo Uhersko postavení evropské velmoci a prožívalo rozkvět. Král se proti magnátům opíral o nižší šlechtu (reformami z roku 1351 posílil moc šlechty) a města, kterým poskytoval početná privilegia. Současně podporoval hospodářský a kulturní rozvoj země. V roce 1367 založil první uherskou univerzitu v Pécsi.

## Rodina
V roce 1342 se šestnáctiletý Ludvík oženil se sedmiletou Markétou Lucemburskou, nejstarší dcerou českého krále a císaře Karla IV. Ta však již ve čtrnácti letech zemřela, aniž by mu dala dědice. Ludvík se pak v roce 1353 oženil podruhé, a to s Alžbětou Bosenskou. Ani od ní se však mužského potomka nedočkal, Alžběta mu porodila jen tři nebo čtyři dcery, z nichž první dvě zemřely ještě před dosažením dospělosti:
- Marie? (1365–1366)
- Kateřina (1370–1378)
- Marie Uherská (1371 – 17. května 1395), ⚭ 1385 Zikmund Lucemburský (14. února 1368 – 9. prosince 1437), braniborský markrabě, uherský král, od roku 1410 římský král, slezský vévoda a lužický markrabě, moravský markrabě, český král, lombardský král a od roku 1433 římský císař
- Hedvika z Anjou (1373/74 – 17. července 1399), ⚭ 1385 Vladislav II. Jagello (1352/62 – 1. června 1434), litevský velkokníže a polský král od roku 1386 až do své smrti

## Smrt a její důsledky
Ludvík I. Veliký zemřel 10. září roku 1382 ve své kurii v Trnavě, pochován byl ve Stoličném Bělehradě (Székesfehérváru). Zemřel bez mužského dědice, ještě před svou smrtí se snažil zajistit následnictví svým dvěma dcerám, jež dosáhly dospělosti, Marii a Hedvice. Uhry měla dle jeho plánů zdědit mladší Hedvika (následnická práva k Uhrám měl také vévoda Karel III. z Drače zvaný Malý, který se jich však zřekl ještě za Ludvíkova života výměnou za Ludvíkův nárok na neapolskou korunu) a plánován byl její sňatek s habsburským princem Vilémem, starší Marie pak byla určena za dědičku polské koruny a zasnoubena s mladším synem českého krále a císaře římského Karla IV. Zikmundem Lucemburským. Nakonec se však po jeho smrti dědičkou uherského trůnu stala starší Marie a dědičkou polského trůnu mladší Hedvika (Jadwiga).

## Vývod z předků
|                  |                       |  |                    |                            |  |  |  |  |  |  |  | Karel I. z Anjou |
|                  |                       |  |                    |                            |  |  |  |  |  |  |  |                  |
|                  | Karel II. Neapolský   |  |                    |                            |  |  |  |  |  |  |  |                  |
|                  |                       |  |                    |                            |  |  |  |  |  |  |  |                  |
|                  |                       |  |                    | Beatrix Provensálská       |  |  |  |  |  |  |  |                  |
|                  |                       |  |                    |                            |  |  |  |  |  |  |  |                  |
|                  | Karel I. Martel       |  |                    |                            |  |  |  |  |  |  |  |                  |
|                  |                       |  |                    |                            |  |  |  |  |  |  |  |                  |
|                  |                       |  |                    | Štěpán V. Uherský          |  |  |  |  |  |  |  |                  |
|                  |                       |  |                    |                            |  |  |  |  |  |  |  |                  |
|                  | Marie Uherská         |  |                    |                            |  |  |  |  |  |  |  |                  |
|                  |                       |  |                    |                            |  |  |  |  |  |  |  |                  |
|                  |                       |  |                    | Alžběta Kumánská           |  |  |  |  |  |  |  |                  |
|                  |                       |  |                    |                            |  |  |  |  |  |  |  |                  |
|                  | Karel I. Robert       |  |                    |                            |  |  |  |  |  |  |  |                  |
|                  |                       |  |                    |                            |  |  |  |  |  |  |  |                  |
|                  |                       |  |                    | Albrecht IV. Habsburský    |  |  |  |  |  |  |  |                  |
|                  |                       |  |                    |                            |  |  |  |  |  |  |  |                  |
|                  | Rudolf I. Habsburský  |  |                    |                            |  |  |  |  |  |  |  |                  |
|                  |                       |  |                    |                            |  |  |  |  |  |  |  |                  |
|                  |                       |  |                    | Hedvika z Kyburgu          |  |  |  |  |  |  |  |                  |
|                  |                       |  |                    |                            |  |  |  |  |  |  |  |                  |
|                  | Klemencie Habsburská  |  |                    |                            |  |  |  |  |  |  |  |                  |
|                  |                       |  |                    |                            |  |  |  |  |  |  |  |                  |
|                  |                       |  |                    | Burkhard III. z Hohenbergu |  |  |  |  |  |  |  |                  |
|                  |                       |  |                    |                            |  |  |  |  |  |  |  |                  |
|                  | Gertruda z Hohenbergu |  |                    |                            |  |  |  |  |  |  |  |                  |
|                  |                       |  |                    |                            |  |  |  |  |  |  |  |                  |
|                  |                       |  |                    | Mechtilda z Tübingenu      |  |  |  |  |  |  |  |                  |
|                  |                       |  |                    |                            |  |  |  |  |  |  |  |                  |
| Ludvík I. Veliký |                       |  |                    |                            |  |  |  |  |  |  |  |                  |
|                  |                       |  |                    |                            |  |  |  |  |  |  |  |                  |
|                  |                       |  | Konrád I. Mazovský |                            |  |  |  |  |  |  |  |                  |
|                  |                       |  |                    |                            |  |  |  |  |  |  |  |                  |
|                  | Kazimír I. Kujavský   |  |                    |                            |  |  |  |  |  |  |  |                  |
|                  |                       |  |                    |                            |  |  |  |  |  |  |  |                  |
|                  |                       |  |                    | Agafia Rurikovna           |  |  |  |  |  |  |  |                  |
|                  |                       |  |                    |                            |  |  |  |  |  |  |  |                  |
|                  | Vladislav I. Lokýtek  |  |                    |                            |  |  |  |  |  |  |  |                  |
|                  |                       |  |                    |                            |  |  |  |  |  |  |  |                  |
|                  |                       |  |                    | Kazimír I. Opolský         |  |  |  |  |  |  |  |                  |
|                  |                       |  |                    |                            |  |  |  |  |  |  |  |                  |
|                  | Eufrosina Opolská     |  |                    |                            |  |  |  |  |  |  |  |                  |
|                  |                       |  |                    |                            |  |  |  |  |  |  |  |                  |
|                  |                       |  |                    | Viola Opolská              |  |  |  |  |  |  |  |                  |
|                  |                       |  |                    |                            |  |  |  |  |  |  |  |                  |
|                  | Alžběta Polská        |  |                    |                            |  |  |  |  |  |  |  |                  |
|                  |                       |  |                    |                            |  |  |  |  |  |  |  |                  |
|                  |                       |  |                    | Vladislav Odonic           |  |  |  |  |  |  |  |                  |
|                  |                       |  |                    |                            |  |  |  |  |  |  |  |                  |
|                  | Boleslav Pobožný      |  |                    |                            |  |  |  |  |  |  |  |                  |
|                  |                       |  |                    |                            |  |  |  |  |  |  |  |                  |
|                  |                       |  |                    | Hedvika                    |  |  |  |  |  |  |  |                  |
|                  |                       |  |                    |                            |  |  |  |  |  |  |  |                  |
|                  | Hedvika Kališská      |  |                    |                            |  |  |  |  |  |  |  |                  |
|                  |                       |  |                    |                            |  |  |  |  |  |  |  |                  |
|                  |                       |  |                    | Béla IV. Uherský           |  |  |  |  |  |  |  |                  |
|                  |                       |  |                    |                            |  |  |  |  |  |  |  |                  |
|                  | Jolanta Polská        |  |                    |                            |  |  |  |  |  |  |  |                  |
|                  |                       |  |                    |                            |  |  |  |  |  |  |  |                  |
|                  |                       |  |                    | Marie Laskarina            |  |  |  |  |  |  |  |                  |
|                  |                       |  |                    |                            |  |  |  |  |  |  |  |                  |